# Ubol Ratana

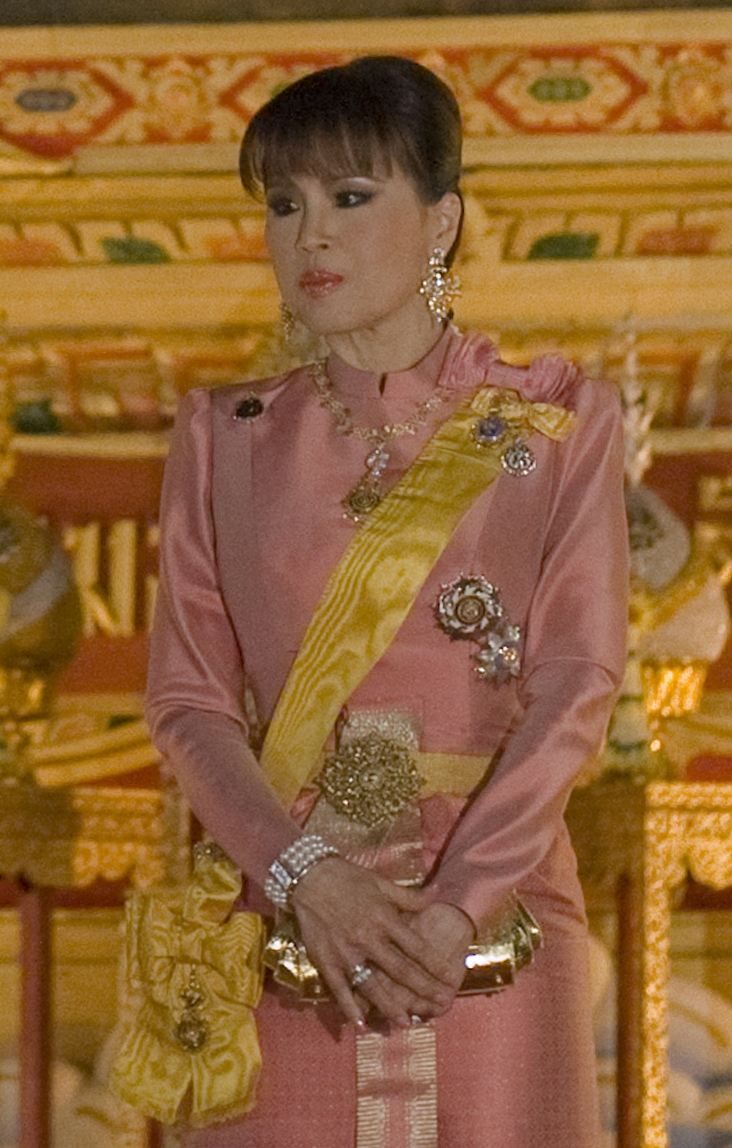
Ubol Ratana (2010)

Prinzessin Ubol Ratana (oder Ubolratana; Aussprache: [ʔùʔbon rát], vollständiger Name: Thunkramom Ying Ubolratana Rajakanya Sirivadhana Barnavadi, Thai: ทูลกระหม่อมหญิง อุบลรัตนราชกัญญา สิริวัฒนาพรรณวดี, RTGS: Ubon Rattanaratchakanya; * 5. April 1951 in Lausanne, Schweiz) ist die älteste Tochter von König Bhumibol Adulyadej (Rama IX.) von Thailand und seiner Frau Königin Sirikit.
1967 nahm Ubol Ratana mit einer OK-Jolle am Segelwettbewerb der Südostasienspiele 1967 in Thailand teil. Sie teilte sich mit ihrem Vater die Goldmedaille.
Sie studierte am Massachusetts Institute of Technology (MIT) Biochemie und lernte dort ihren späteren Mann, Peter Jensen, kennen. Die beiden heirateten 1972. Aufgrund ihrer Ehe mit einem Bürgerlichen hat sie den höchsten Prinzessinnentitel Chao Fa verloren und ist kein Mitglied der engeren Königsfamilie mehr. Sie nahm zeitweilig nach amerikanischem Recht den Namen Julie Jensen an. Das Paar bekam drei Kinder: Ploypailin (* 1981), Poom (1983–2004) und Sirikitiya Mai (* 1985). Poom war Autist. Er kam bei dem Seebeben im Indischen Ozean am 26. Dezember 2004 ums Leben. Nach 26 Jahren Ehe ließen sich Ubol Ratana und Jensen 1998 scheiden. Im Jahr 2001 kehrte sie dauerhaft nach Thailand zurück.
Seither hat sich Ubol Ratana als Filmschauspielerin betätigt. Sie spielte die Hauptrolle in den thailändischen Filmen „Where The Miracle Happens“ (Neung Jai Diaokan) von 2008, „My Best Bodyguard“ von 2010 und „Together“ (Wan Tee Rak) von 2012.
Nach ihr wurde ein Staudamm und -see in Thailand benannt, siehe Ubol-Ratana-Staudamm.
Anfang Februar 2019 wurde bekannt, dass Ubol Ratana plane, für die Thai-Raksa-Chart-Partei (Nachfolgeorganisation der von Wahlen ausgeschlossenen Pheu-Thai-Partei) als Kandidatin für das Amt des Premierministers in den für März 2019 geplanten Parlamentswahlen und damit gegen den amtierenden, durch einen Militärputsch an die Macht gekommenen früheren General Prayut Chan-o-cha anzutreten. Ihr Bruder Maha Vajiralongkorn, der amtierende König, untersagte die Kandidatur jedoch und erließ ein entsprechendes Dekret, wonach ihre Wahl als Kandidatin durch die Partei höchst unangemessen sei, da es Tradition wäre, dass sich die Monarchie nicht in die Tagespolitik einmische. Die Partei entschuldigte sich daraufhin und akzeptierte den Wunsch des Königs. Auf Antrag der Wahlkommission verbot das Verfassungsgericht Anfang März 2019 die TRC und verhängte über ihre Vorstandsmitglieder ein Verbot politischer Betätigung für eine Dauer von zehn Jahren.